# Grosse Pointe
Grosse Pointe é uma cidade localizada no estado americano do Michigan, no Condado de Wayne.
É a cidade natal do guitarrista das bandas Creed e Alter Bridge, Mark Tremonti

## Demografia
Segundo o censo americano de 2000, a sua população era de 5670 habitantes.
Em 2006, foi estimada uma população de 5331, um decréscimo de 339 (-6.0%).

## Geografia
De acordo com o United States Census Bureau tem uma área de 5,9 km², dos quais 2,8 km² cobertos por terra e 3,1 km² cobertos por água. Grosse Pointe localiza-se a aproximadamente 189 m acima do nível do mar.

## Localidades na vizinhança
O diagrama seguinte representa as localidades num raio de 8 km ao redor de Grosse Pointe.